# Фрідріх Вільгельм (курфюрст Гессену)
Фрідріх Вільгельм (нім. Friedrich Wilhelm I.; 20 серпня 1802 — 6 січня 1875) — останній курфюрст Гессену в 1847—1866 роках.

## Життєпис

### Молоді роки
Походив з Гессенської династії, Кассельської гілки. Другий син курпринца Вільгельма Гессен-Кассельського і Августи Прусської. Народився 1802 року в Ганау. На той час його старший брата Фрідріх помер, тому Фрідріх Вільгельм став спадкоємцем ландграфства Гессен-Кассель другої черги. З 1803 року його дід Вільгельм став курфюрстом Гессену. 1807 року під час окупації ландграфства французькими військами разом з матір'ю перебрався до Берліну. Тут перебував до 1814 року.
Після повернення до Гессен-Касселя опинився під впливом матері, яка 1815 року фактично розлучилася з його батьком. Фрідріх Вільгельм входив до опозиційної групи (шонфельдське коло) до Вільгельма II, який у 1821 року став новим курфюрстом Гессену. 1823 року той розіграв опозиціонерів, відправивши сина до Марбурзького університету. Згодом Фрідріх Вільгельм продовжив навчання в Лейпцизькому університеті.
1830 року внаслідок революції в Гессені було послаблено владу курфюрства, а 1831 року впроваджено конституцію. Того ж року Вільгельм II перебрався до Ганау, призначивши Фрідріха Вільгельма регентом. Водночас уклав морганатичний шлюб з донькою боннського аптекаря. З 1841 року фактично здійснював одноосібне управління. З самого початку намагався обійти конституцію, проводивши антиліберальну та легистську політику. 1847 року після смерті батька офіційно зійшов на трон.

### Курфюрст
Спочатку під впливом свого міністра Ганса Даніеля Людвіга Фрідріха Хасенпфлюга він проводив реакційну політику, що зробило його дуже непопулярним. Він був змушений поступитися вимогам березневої революції 1848 року, але відновив Хасенпфлюга у 1850 році після того, як революція була розгромлена австрійськими і пруськими військами.
Водночас з огляду на те, що його діти на мали право спадкувати трон, то багато часу приділяв накопиченню власних статків та коштів, які міг би заповісти. Так, 1852 року вимагав хабар у 100 тис. талерів за дозвіл на прокладання залізниці з Франкфурту-на-Майні до Гезельшафт через графство Ганау. 1852 року домігся рішення рейхстагу Німецького союзу про протиріччя Конституції Кургессену Віденському союзному акту від 1820 року. Тому дію Конституції було скасовано, замість якої впроваджено менш ліберальну конституцію. Втім 21 червня 1862 року рішенням Німецького союзу ця конституція була відновлена з одночасним прийняттям виборчого закону 1849 року.
У зовнішній політиці намагався продовжити дії батька, спрямовані на спротив посиленню політичного й економічного впливу Пруссії. Внаслідок чого активно підтримував Австрії. Тому 1866 року під час австро-прусської війни надав допомогу австрійцям. В червні 1866 року його володіння було окуповано прусською армією, а самого Фрідріха Вільгельма було відправлено до Штеттіну. Після Празького миру курфюрство Гессен було приєднано до Пруссії, а Фрідріх Вільгельм отримав можливість перебратися до Австрійської імперії.

### Останній роки
До кінця життя повалений монарх не змирився з цим фактом, намагаючись повернути володіння. Фрідріх Вільгельм до смерті жив у своїх богемських маєтках — замку Горжовиці та міському палаці в Празі. В еміграції написав працю про події 1866 року. Помер 1875 року у Празі. Титулярним курфюрстом став представник іншої гілки династії — Фрідріх Вільгельм Гессен-Румпенгеймський.

## Родина
Дружина — Гертруда, донька боннського аптекаря Йоганна Готфріда Фалькенштейна.
Діти:
- Августа Марія Гертруда (1829—1887), дружина Фердинанда Максиміліана III, князя Ізенбург-Бюдінгена;
- Александріна (1830—1871), дружина князя Фелікса цу Гогенлое-Ерінгена;
- Фрідріх Вільгельм (1832—1889), граф фон Шаумбург;
- Моріц (1834—1889);
- Вільгельм (1836—1902);
- Марія (1839—1917), дружина принца Вільяма Гессен-Філіппсталь-Бархфельдського;
- Карл (1840—1905);
- Генріх (1842—1917);
- Філіп (1844—1914).